# Ergosfera

Ergosfera rodeando el horizonte de sucesos de un agujero negro en rotación.

La ergosfera (en inglés: ergosphere), también conocida como ergoesfera, es la región exterior y cercana al horizonte de sucesos de un agujero negro en rotación. En ella, el campo de gravedad del agujero negro rota junto con él arrastrando el espacio-tiempo. Se trata de un fenómeno teorizado por el físico neozelandés Roy Kerr y emana directamente de las teorías de la relatividad general de Einstein. El modelo de agujero negro de Kerr parte del primer y más simple modelo de agujero negro, el modelo de Schwarzschild.
Su nombre fue propuesto en 1971 por Remo Ruffini y John Archibald Wheeler durante las conferencias Les Houches, y deriva de la palabra griega ergon, que significa «trabajo». Recibió este nombre debido a que teóricamente es posible extraer energía y masa de esta región. La ergosfera tiene una forma esferoidal achatada que toca el horizonte de sucesos en los polos de un agujero negro en rotación y se extiende hasta un radio mayor en el ecuador. El radio ecuatorial (máximo) de una ergosfera corresponde al radio de Schwarzschild de un agujero negro no giratorio; el radio polar (mínimo) puede ser tan pequeño como la mitad del radio de Schwarzschild  en el caso de que el agujero negro este rotando al máximo (a tasas más altas de rotación el agujero negro no podría haberse formado).

## Modelos posibles de ergosferas

### El modelo de Schwarzschild
El primer modelo fundamental de un agujero negro fue el del alemán Karl Schwarzschild. El agujero negro de Schwarzschild es básicamente una singularidad temporal en el espacio-tiempo de momento angular nulo y constituye una solución más simple y la primera de interés físico en ser encontrada a las ecuaciones de la relatividad general.

### El modelo de Kerr
Este modelo es una solución a las ecuaciones de la relatividad general para un agujero negro en rotación. Tal singularidad, a diferencia de la de Schwarzschild, tendría forma anular. Los agujeros negros reales que se encuentran en la naturaleza han de ser rotatorios ya que, por conservación del momento angular, girarán tal y como lo hacía la estrella u objeto progenitor. Se sabe que las estrellas al morir pierden gran parte del momento angular, siendo éste expulsado junto con la materia eyectada por la explosión de supernova en la que el agujero negro se forma. Pero, a pesar de esa pérdida de momento, una parte de éste permanece. Tal agujero produciría, en cierta región denominada ergoesfera, una zona de "arrastre" del espaciotiempo. La ergosfera es una estructura de forma elipsoidal, coincidiendo su semieje menor con el eje de rotación de ésta. La ergosfera se achata, por lo tanto, en la dirección del eje de giro de manera similar a como lo hace la Tierra por efecto de su rotación.

## La ergoesfera y los viajes en el tiempo
Dentro de la ergoesfera no existe el reposo. Es imposible que un cuerpo no se mueva, pues el propio espacio gira en torno a la singularidad por lo que la materia que se encuentre en esa región rotará junto a ella. Este hecho según la teoría de la relatividad conlleva curiosas consecuencias. La observación de un cuerpo que viajara suficientemente rápido sobre la ergosfera podría dar una velocidad relativa con respecto a nosotros superior incluso a la velocidad de la luz c. En ese caso, tal objeto simplemente desaparecería de nuestra vista.

## Proceso de Penrose
Debido a que la ergosfera se encuentra fuera del horizonte de sucesos, en esta región pueden escapar objetos del tirón gravitacional de un agujero negro. Un objeto puede ganar energía cinética al entrar en el campo gravitatorio de un agujero negro rotativo y después escapar de él, llevándose consigo parte de la energía del agujero negro. Este proceso de absorción de energía de un agujero negro rotativo se le llama Proceso Penrose y fue desarrollado en 1969 por el matemático Roger Penrose. La extracción máxima teórica de energía que se puede extraer es del 29% del total de energía. Cuando la energía es absorbida, el agujero negro pierde su giro y la ergosfera deja de existir. Este proceso es el que podría explicar por qué los agujeros negros desprenden llamaradas de rayos gamma. Los modelos computarizados han demostrado que el proceso de Penrose sería el responsable de las emisiones de partículas de alta energía que se están observando por quasares y otros núcleos activos de galaxias.